# Cubry
Cubry är en kommun i departementet Doubs i regionen Bourgogne-Franche-Comté i östra Frankrike. Kommunen ligger i kantonen Rougemont som tillhör arrondissementet Besançon. År 2022 hade Cubry 102 invånare.

## Befolkningsutveckling
Antalet invånare i kommunen Cubry
Referens:INSEE